# Danjiangkou
Danjiangkou är en stad på häradsnivå som lyder under Shiyans stad på prefekturnivå i Hubei-provinsen i centrala Kina.
Orten är bland annat känd för bergskedjan Wudangshan som tillhör världsarvet.